# Bambusa heterostachya
Bambusa heterostachya là một loài thực vật có hoa trong họ Hòa thảo. Loài này được (Munro) Holttum mô tả khoa học đầu tiên năm 1946.